# الساندریا دل کارتو
الساندریا دل کارتو (به ایتالیایی: Alessandria del Carretto) یک سکونتگاه مسکونی در ایتالیا است که در استان کزنتزا واقع شده‌است.

## خصوصیات
الساندریا دل کارتو ۳۹ کیلومترمربع مساحت و ۵۱۱ نفر جمعیت دارد و ۱٬۰۰۵ متر بالاتر از سطح دریا واقع شده‌است.